# مايك بوليت
مايك بوليت (بالإنجليزية: Mike Pollitt) (مواليد 29 فبراير 1972 في فارنوورث - إنجلترا) لاعب كرة قدم إنجليزي يلعب حاليا لصالح نادي الدرجة الممتازة ويجان أتلتيك الإنجليزي منذ 2005 في مركز حارس مرمى .

## روابط خارجية
- مايك بوليت على موقع إي إس بي إن إف سي (الإنجليزية)
- مايك بوليت على موقع قاعدة بيانات كرة القدم.إي يو (الإنجليزية)
- مايك بوليت على موقع Soccerbase.com (لاعب) (الإنجليزية)
- مايك بوليت على موقع عالم كرة القدم.نت (الإنجليزية)
- مايك بوليت على موقع AS.com (الإسبانية)